# Camp de Coëtquidan

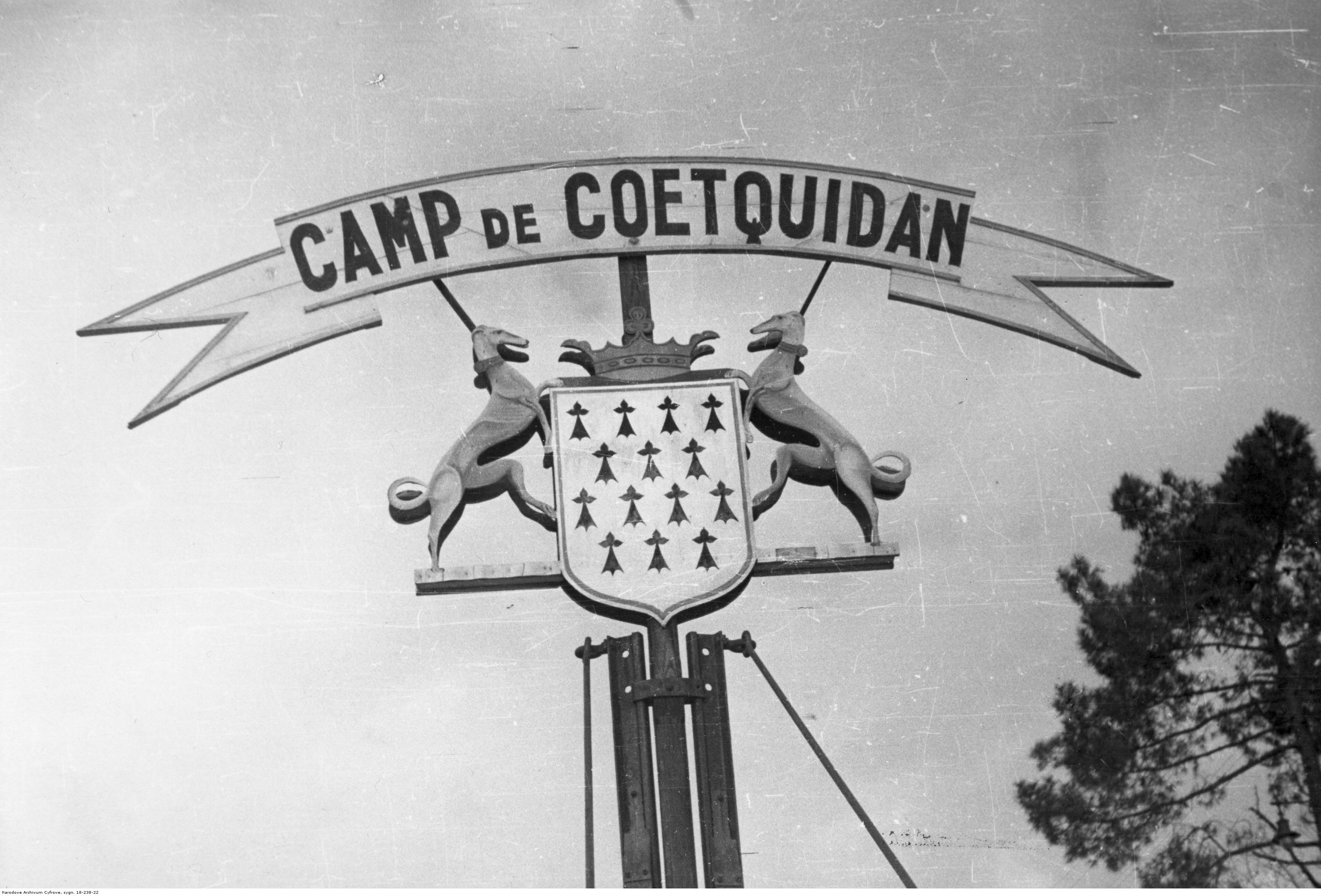
Napis przy wejściu do obozu

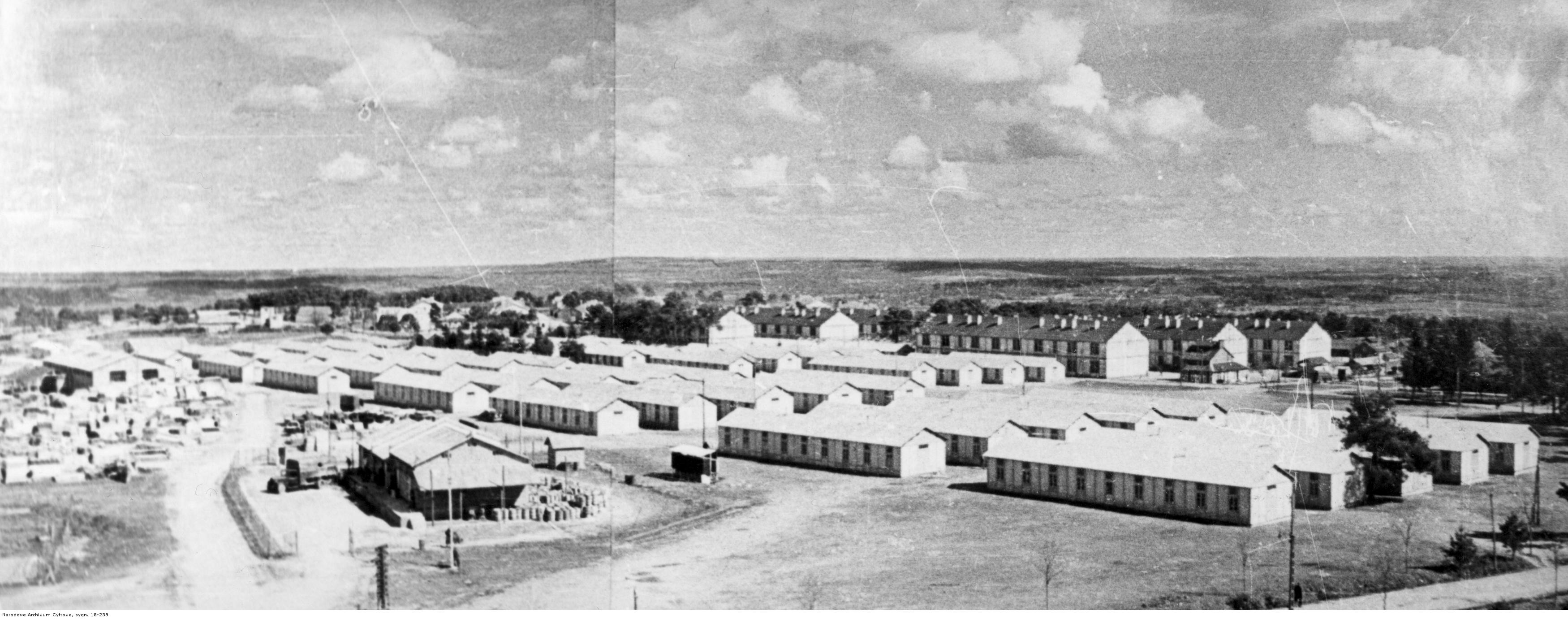
Obóz formowania Wojska Polskiego w Coëtquidan we Francji (widok ogólny)

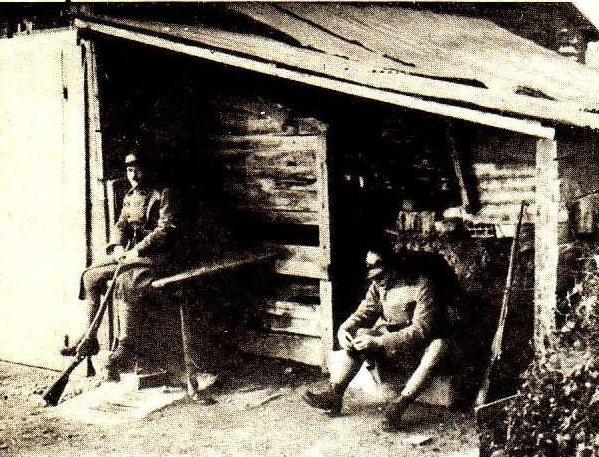
Żołnierze Wojska Polskiego we Francji w obozie Coëtquidan podczas odpoczynku z karabinami Berthier Mle1907

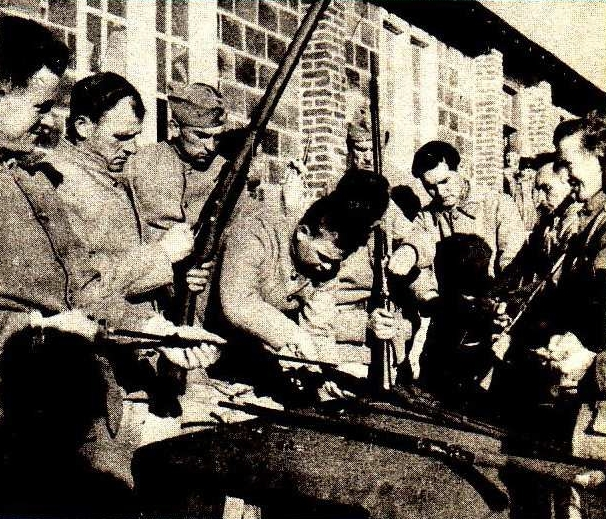
Żołnierze Wojska Polskiego we Francji w obozie Coëtquidan podczas czyszczenia karabinów Berthier Mle1907

Camp de Coëtquidan – francuski obóz wojskowy położony w Bretanii w miejscowości Guer, w departamencie Morbihan.

## Historia
Został utworzony jako czasowy poligon wojskowy w 1873 roku, na stałe istnieje od roku 1878. Powiększony został w 1906 i 1912 roku. Od maja do października 1939 roku był schronieniem hiszpańskich uchodźców po wojnie domowej.
Od 12 września 1939 roku do 17 czerwca 1940 roku obóz znajdował się pod komendą władz polskich, na podstawie porozumienia podpisanego 9 września 1939 roku przez francuskiego ministra spraw zagranicznych Georges’a Bonneta i polskiego ambasadora we Francji Juliusza Łukasiewicza. Do listopada 1939 roku pełniącym obowiązki komendanta obozu był generał Jerzy Ferek-Błeszyński, a następnie do lutego 1940 roku generał Stanisław Maczek. 
Na poligonie Coëtquidan (przez polskich żołnierzy przezwanym Koczkodanem) miała szkolić się pierwsza polska dywizja we Francji. Planowano, iż dywizja będzie wspierać Francję w ataku alianckim na Niemcy. Jednak do takiego ataku nigdy nie doszło. Pierwsi ochotnicy zaczęli zgłaszać się do Coëtquidan po klęsce wrześniowej; zamiast planowanej jednej dywizji rozpoczęto tworzenie trzech. Przeszkolono wówczas około 22 tysięcy żołnierzy. Ośrodek nie należał już w chwili utworzenia do nowoczesnych, a żołnierze szkoleni byli tam głównie na francuskim sprzęcie pochodzącym jeszcze z I wojny światowej. Braki w wyszkoleniu ujawniły się później w czasie walk o Francję w 1940 roku. 
Od czerwca 1940 roku do czerwca 1944 roku obóz był pod okupacją niemiecką. Został wyzwolony przez oddziały alianckie. Od lipca do grudnia 1944 roku stacjonowały tam wojska Francuskich Sił Wewnętrznych (FFI), a od stycznia do czerwca 1945 roku oddziały amerykańskie. W lipcu do Coëtquidan przeniesiono École spéciale militaire de Saint-Cyr.
Obecnie znajduje się tam zespół francuskich uczelni wojskowych. W jego skład wchodzą:
- École spéciale militaire de Saint-Cyr
- École militaire interarmes